# География Юкона

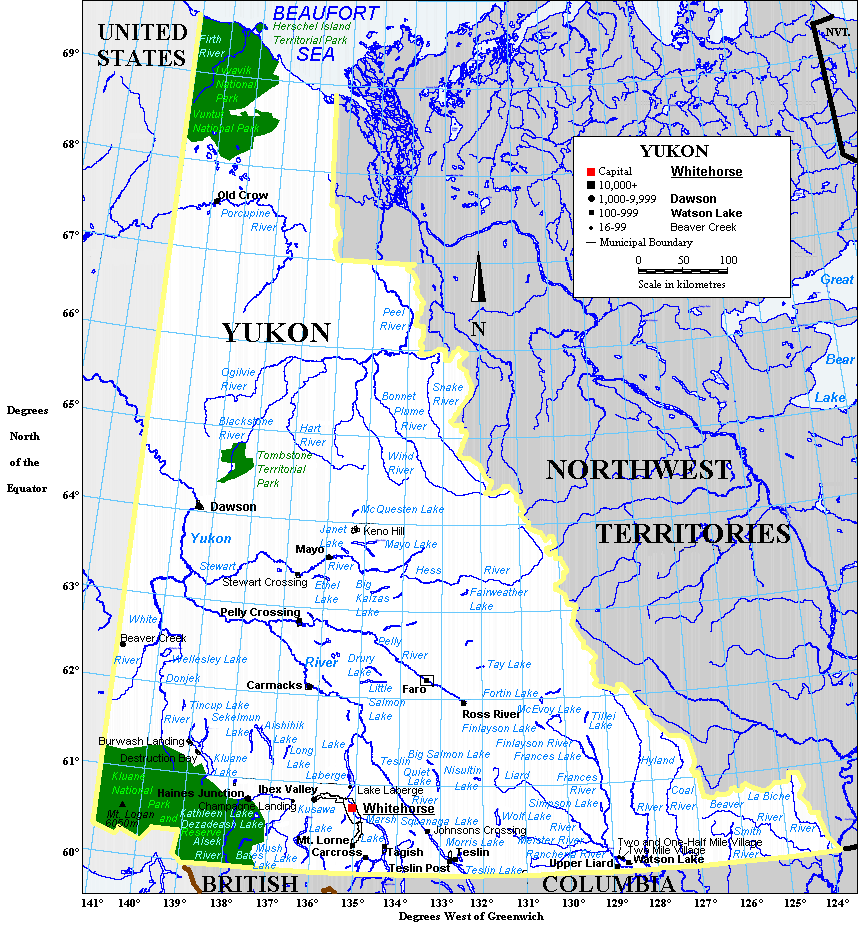
Карта Юкона

Территория Юкон находится на крайнем северо-западе Канады.

## География
Юкон граничит: на севере — с морем Бофорта, на востоке — с Северо-Западными территориями Канады, на юге — с Британской Колумбией (Канада), на юго-западе и западе — со штатом Аляска (США). Примерно 1/6 часть территории Юкон находится севернее Северного полярного круга, в связи с чем там наблюдаются полярные дни и ночи. Бо́льшая часть рельефа — тундра и тайга. Площадь — 482 443 км², из которых открытые водные пространства занимают 8052 км² (1,7%).
Крайняя северная точка — 69°39' северной широты, южная — 60° северной широты ровно (около 850 километров по границе с Британской Колумбией); восточная — 123°48' западной долготы, западная — 141° западной долготы ровно (около 1032 километров по границе с Аляской).
Значительная часть Юкона является зоной вечной мерзлоты. Основные разломы — Денали (англ. Denali Fault) и Тинтина (англ. Tintina Fault).

### Вулканы, горные хребты и горы

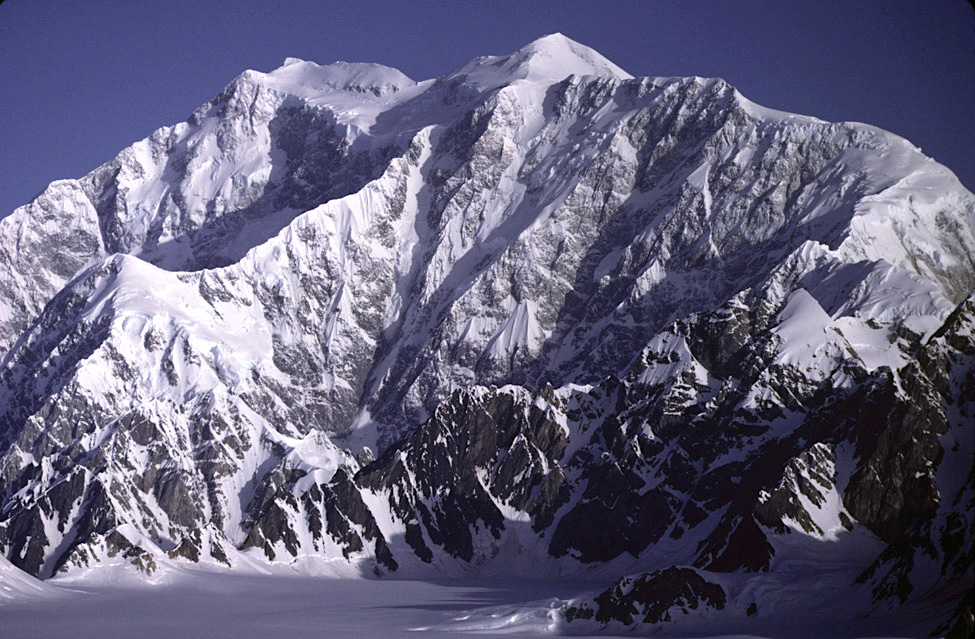
Логан — самая высокая гора не только Юкона, но и всей Канады.

Вулканы Юкона являются частью Тихоокеанского вулканического огненного кольца. Крупнейшее вулканическое поле — Аллигатор-Лейк, также частично на территории Юкона лежит вулканическое поле Врангель.
В Юконе, приблизительно на 66-м градусе северной широты, находится северная граница Кордильер — самой длинной горной системы в мире. Основные горные хребты Юкона:
- Хребет Брукса — в основном на Аляске.
  - Ричардсон
- Маккензи — также на Северо-Западных территориях.
- Береговой хребет — в основном на Аляске и в Британской Колумбии.
- Горы Святого Ильи — также на Аляске и в Британской Колумбии.
- Горы Огилви

8 из 10 высочайших гор страны находятся в Юконе.
1. Логан — 5959 метров, самая высокая гора Канады и вторая по высоте в Северной Америке.
2. Святого Ильи — 5489 метров, вторая по высоте в Канаде и США.
3. Лукейния — 5240 метров, третья по высоте в Канаде.
4. Кинг-Пик — 5173 метра, четвёртая по высоте в Канаде.
5. Стил — 5073 метра, пятая по высоте в Канаде.
6. Вуд — 4842 метра, шестая по высоте в Канаде.
7. Ванкувер — 4812 метров, восьмая по высоте в Канаде.
8. Слаггард[англ.] — 4742 метра, десятая по высоте в Канаде.

См. тж. категорию «Горы Юкона»

### Гидрография

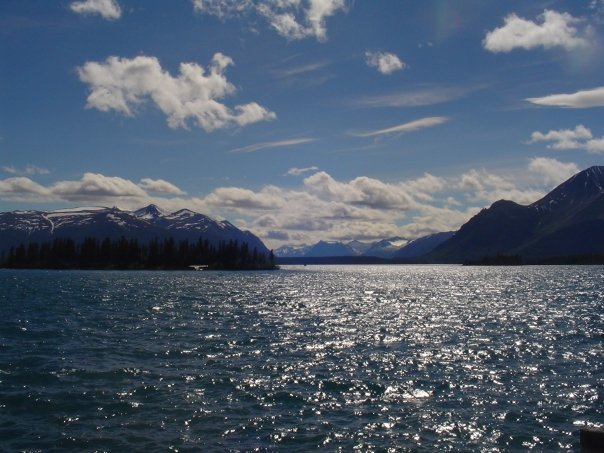
Атлин — исток Юкона.

Значительная часть Юкона находится в бассейне одноимённой реки. Озёра в основном небольшие, за исключением трёх крупных, находящихся на юге территории на границе с Британской Колумбией: Теслин, Атлин (исток реки Юкон) и Тагиш.
См. тж. категорию «Озёра Юкона» и категорию «Реки Юкона»

### Населённые пункты

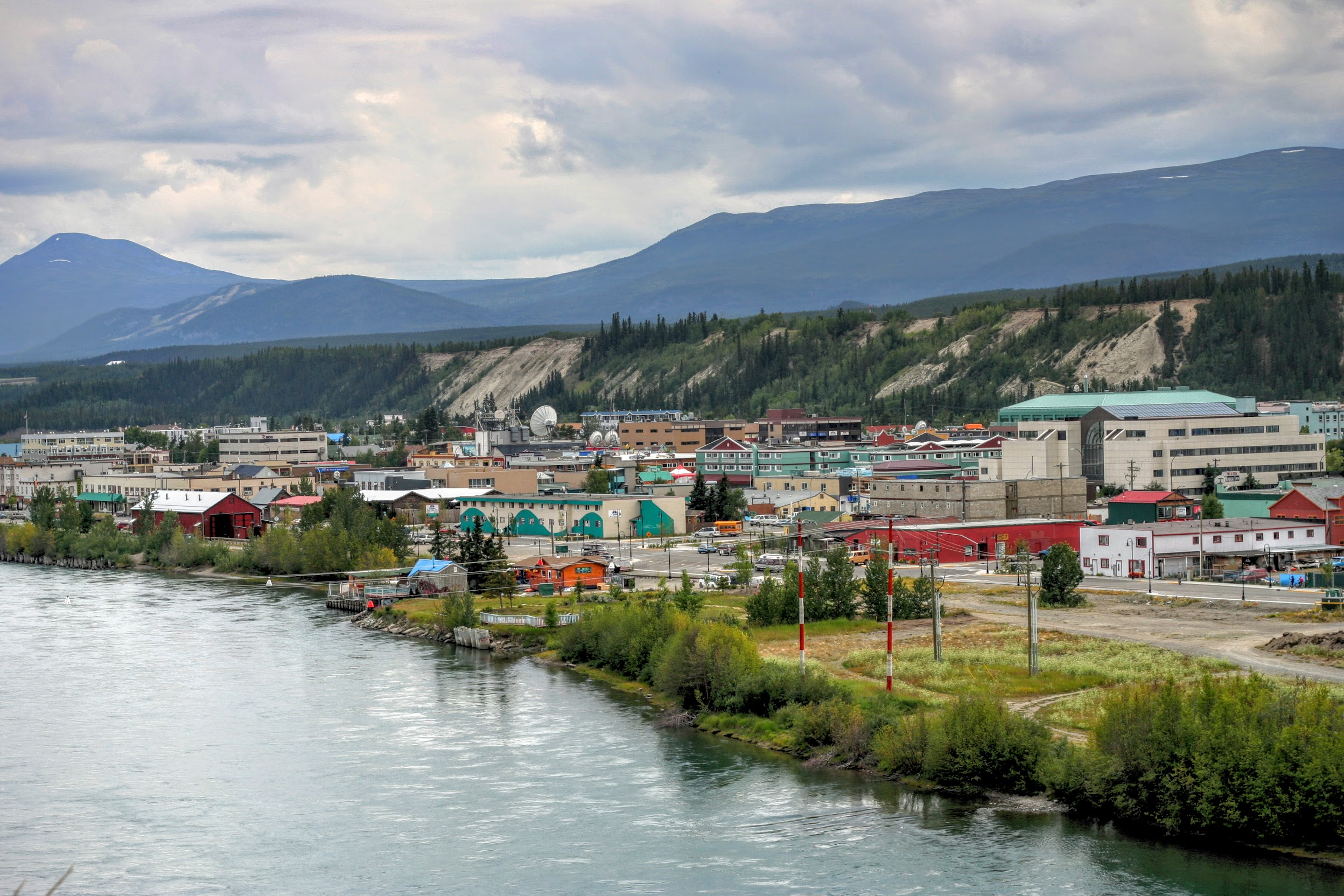
Уайтхорс — столица и крупнейший город Юкона.

При площади территории, приблизительно равной, к примеру, площади Испании или Швеции, население Юкона составляет меньше 34 тысяч человек (ок. 1 % населения Мадрида или ок. 4 % населения Стокгольма). Примерно 82 % жителей Юкона живут в столице территории — Уайтхорсе и его пригородах. До всех более менее крупных населённых пунктов Юкона можно добраться по автомобильным дорогам, за исключением Олд-Кроу. В Юконе есть всего три населённых пункта с населением свыше 1000 человек: Уайтхорс, Доусон и Уотсон-Лейк.
См. тж. категорию «Населённые пункты Юкона»

### Прочее
- Ледник Хаббард — частично в Юконе, частично на Аляске, «течёт» из Канады со скоростью 17—18 м в год.
- Национальный парк Клуэйн — самое большое ледяное поле[англ.] в мире вне полярных кругов. Там же — 8 из 10 высочайших гор страны.

## Климат
Северная часть территории относится к арктическому климату, центральная — к субарктическому, южная — к влажному континентальному.
3 февраля 1947 года метеостанцией в 25 километрах восточнее городка Бивер-Крик была зарегистрирована самая низкая температура воздуха в Северной Америке за всю историю метеонаблюдений (рекорд не побит к 2013 году) — -63°С.
| Место измерения          | Среднегодовая t, °С | Максимальная среднесуточная t июля, °С | Минимальная среднесуточная t января, °С | Снега в год в среднем, см | Дождя в год в среднем, мм |
| ------------------------ | ------------------- | -------------------------------------- | --------------------------------------- | ------------------------- | ------------------------- |
| Север (Олд-Кроу)         | —9                  | 21                                     | —36                                     | 129                       | 144                       |
| Запад (Доусон)           | —4,4                | 23                                     | —31                                     | 160                       | 200                       |
| Юг (Уайтхорс)            | —0,7                | 21                                     | —22                                     | 145                       | 163                       |
| Юго-восток (Уотсон-Лейк) | —2,9                | 21                                     | —29                                     | 197                       | 255                       |

## Флора и фауна
Наиболее многочисленные представители деревьев Юкона — ель чёрная, ель сизая, тополь осинообразный, тополь бальзамический, сосна скрученная широкохвойная, лиственница американская, пихта шершавоплодная.
В Юконе обитают множество млекопитающих (олени, волки, гризли, койоты, лоси, бизоны, рыси, лисы, росомахи, куницы, горностаи, ласки, норки, на северном побережье территории живут белые медведи), грызунов (белки, лемминги, бобры, пищухи, полёвки, дикобразы, ондатры, выдры), более 250 видов птиц (во́роны, белоголовые орланы, беркуты, кречеты, сапсаны, 5 видов гусей), большое разнообразие рыб (налим, щука, много видов лососёвых). Обнаружено несколько видов лягушек, но ни одной рептилии.